# 虞建極
虞建極（琉球語：／  ?；生卒年不詳）和名阿波根親雲上實基（琉球語：〔〕／ ）或京阿波根親雲上實基，是琉球國第二尚氏王朝時期的武術家，約活躍於16世紀前半葉。他是琉球文獻記載中最早使用徒手格鬥的人物，因此被後世認為是琉球手的始祖。

## 生平
關於虞建極的生平事蹟，由於缺少家譜記載，因此不甚清晰。然而，琉球的正史《球陽》在尚敬王30年（1743年）至32年（1745年）期間曾有提到虞建極的相關傳說。虞建極任阿波根地頭之職，由於其傳說發生於日本的京都，因此在阿波根前冠以「京」（琉球語：／ ）字，以示尊敬。
1522年，尚真王平定八重山群島，宮古島豪族仲宗根豐見親獻治金丸寶劍以示慶賀。尚真王命令虞建極去日本京都研磨治金丸。然而京都的研磨師用偽物掉包了寶劍，偷偷將寶劍藏了起來。虞建極回國之後，發現了偽物，尚真王命令他找回原劍。虞建極再度前往京都，滯留了3年。最終搜查了研磨師的家，取回了原劍。尚真王大喜，褒獎了虞建極，授予了他阿波根地頭和親雲上的位階。
然而此後虞建極名聲日高，而且其無私而剛直的性格更導致了他遭人嫉恨。有人向尚真王進讒，隨後虞建極在首里城遭到暗殺。根據《球陽》的記載，「建極手無寸鐵，但以空手折破童子之兩股。」然而終因身受重傷，在逃到中山門時氣絕身亡。
祝女悲歎虞建極的事蹟，將其遺體埋葬於中山門附近的美連嶽旁。琉球著名的儒者程順則即是虞建極的後代（請求來源，資料顯示程順則為久米村漢人後代）。
目前一般認為唐手（空手道）的始祖是19世紀初的琉球武術家佐久川寬賀；阿波根實基則是唐手的發源琉球手的創始人。沖繩武術家安里安恒在「沖繩的武技」一文中，將虞建極當作琉球知名的武士進行了介紹。